# Коновалов, Никита Сергеевич
Ники́та Серге́евич Конова́лов (укр. Микита Сергійович Коновалов; род. 10 июня 1994, Киев) — украинский футболист, полузащитник клуба «Полесье».

## Игровая карьера
Воспитанник киевского футбола. Во взрослом футболе дебютировал в 2012 году в составе любительской «Чайки» (Андреевка). Далее играл во второй команде ПФК «Севастополь», в тренерском штабе которого работал отец Никиты Сергей Коновалов. За «Севастополь-2» провёл 23 матча, выходя в основном на замены. Единственный гол за севастопольцев забил в ворота «Макеевугля».
Летом 2014 года Никита Коновалов сыграл 2 матча за донецкий «Олимпик» в молодёжном чемпионате Украины.
Зимой 2015 года поддерживая форму принимал участие в Мемориале Макарова, играя в составе киевского «Локомотива», после чего трудоустроился в грузинской «Гурии» из Ланчхути. В грузинском клубе выступал вместе с двумя другими украинскими футболистами — Дмитрием Беловым и Юрием Шевелем.
Летом 2015 года перешёл в белоцерковский «Арсенал-Киевщина», который покинул в конце ноября того же года, проведя за клуб 6 матчей. В июле 2017 года подписал контракт с харьковским «Металлистом».

## Семья
Сын футболиста Сергея Коновалова.